# ОШ „Херој Мирко Томић” Доњи Крчин
ОШ „Херој Мирко Томић” Доњи Крчин је државна установа основног образовања која је основана 1864. године. Школа носи име Мирка Томића, народног хероја.
Настава је одржавана у приватној згради све до 1876. године када је сазидана садашња стара школска зграда која је реновирана школске 1974/75. године. У тој згради данас је пристојна трпезарија, кухиња и радионица за ТО. Ова зграда је оштећена у земљотресу 1. јуна 1999. године, па је морала бити реконструисана.
Школа је непрекидно радила до октобра 1915. године, када је престала са радом због доласка Аустријанаца 20. априла 1915. године и паљења школске архиве и инвентара. Учитељи који су до тада радили отишли су у рат јуна месеца 1914. године, а учитељице у болничарке. У школи је остао само учитељ Мита Милетић, пошто је био стар за ратовање. 
Станови за учитеље саграђени су 1905. године, а затим су адаптирани у учионице. Тек пошто је 16. априла 1967. године саграђена нова, монтажна зграда, учионице су поново адаптиране у станове.
Основна школа „Херој Мирко Томић” је најразуђенија школа у општини Варварин. Њено подручје обухвата девет насељених места и то:
- Доњи Крчин са околним местима: Пајковац, Тољевац, Карановац, Мала Крушевица и Горњи Крчин и
- Залоговац са околним местима: Парцане и Мареново.